# 梅津喜一
梅津 喜一（うめづ きいち、1871年7月24日（明治4年6月7日） - 1959年（昭和34年）1月2日）は、大日本帝国陸軍軍人。最終階級は陸軍少将。功四級。

## 経歴・人物
福島県出身。1894年（明治27年）陸軍士官学校第5期卒業。
1915年（大正4年）8月に堺連隊区司令官、1916年（大正5年）1月に陸軍歩兵大佐、同年8月に歩兵第22連隊長を経て、1919年（大正8年）7月に陸軍少将に昇進と同時に待命、同年11月に予備役に編入した。
1947年（昭和22年）11月28日、公職追放仮指定を受けた。

## 栄典
- 1894年（明治27年）10月26日 - 正八位[4]
- 1919年（大正8年）7月25日 - 正五位[5]